# 日本大学東北高等学校
日本大学東北高等学校（にほんだいがくとうほくこうとうがっこう）は、福島県郡山市田村町徳定字中河原にある日本大学付属の私立高等学校。略称「日大東北」。

## 概要
県内最大の生徒数を誇る。
全日制課程の普通科のみで、Iコース（進学コース）とIIコース（特別進学コース）に分かれる。基本的に入試の時点でそれぞれのコースを受験することとなる（第2希望可能）が、2学年進級時にコースの変更が可能である。ただし、IIコースへの編入に関しては特定の学業条件を満す必要がある。iPadを活用したICT授業が2017年にIIコースで導入され、2020年にはIコースでも始まった。
日本大学工学部とキャンパスが共通している側面もあり、全天候型のプールと武道館（柔道場、剣道場等）、相撲場は共用。高校専用施設としては野球部の室内練習場「Fドーム」、食堂と多目的ホールを有する「アカシヤ館」、2つの体育館を備えるほか、全教室で冷暖房が完備されている。制服は男女ともにブレザーであり、ネクタイ・リボンの色（深緑、紺、あずき色の3色、学年持ち上がり）によって学年の区別がなされている。男子は紺のブレザーに水色のシャツ、女子は紺のブレザー・ベストに水色のブラウス（冬）又は濃紺のタータンのベストにクリーム色のブラウス（夏）の組み合わせとなっている。2018年から新制服に変更された。

## 設置学科
- 普通科 Iコース
本校の基幹コース。日本大学への進学を目標とするため、2014年度まで普通科の生徒全員が日本大学統一試験を受け、その結果によって各希望学部へと振り分けられていた。2015年度からは新設の「基礎学力到達度テスト」で判定することになる。スポーツ推薦で入学した生徒（体育クラス）もこのコースに属する。
- 普通科 IIコース
国公立大学や難関私立大学・日本大学医学部への進学を目標とするため、センター試験や国公立二次試験、私大一般入試等それぞれに対応したカリキュラムが組まれ、参加する模試数も多い。通常授業後に特別指導と呼ばれる補充授業が組まれている。そのため、部活動や委員会活動への参加は可能ではあるが、特指や模試を優先するなどの条件がある。2017年度の1年生から1人に1台iPadを導入している。

## 沿革
- 1951年 - 日本大学東北工業高等学校として創設。 建設科・機械科・電気科・工業化学科・普通科を設置。男子校であった（昭和30年代前半に2ヶ年のみ女子を受け入れたこと有り）。
- 1962年 - 建設科を発展的に解消、土木科・建築科を新設。
- 1978年 - 校名を日本大学東北高等学校に変更。校章・制服のボタンを変更。
- 1989年 - 普通科を1990年入学から男女共学へ移行。普通科コース制を導入。制服をブレザーに変更。
- 1995年 - 工業化学科募集停止。
- 1998年 - アカシヤ館完成。土木科募集停止。
- 1999年 - 建築科募集停止。
- 2000年 - 機械科・電気科募集停止。
- 2002年 - 創設50周年を記念し、第2体育館を竣工。東北で唯一、最新の体操競技練習用ピットを備える。
- 2004年 - 全教室に冷房設備を設置。
- 2009年 - IIコースの募集定員を増加させ、2クラスとする。
- 2018年 - グラウンド人工芝完成。
- 2020年 - 新校舎完成。

## 部活動
- 本部委員会（応援、吹奏楽、放送、ボランティア）のほか文化委員会に文化系、体育委員会に体育系の部がある。
- 野球、陸上競技、バスケットボール、相撲、水泳、ライフル射撃などで何度も全国大会に出場している。
- 硬式野球部は全国高等学校野球選手権大会に8回出場している。

## アクセス
- JR東北本線・水郡線安積永盛駅 徒歩15分
- 福島交通バス「日本大学」停留所

## 著名な出身者

### スポーツ
- 吉田康夫 - プロ野球選手、元阪神タイガース
- 宗像忠典 - 元社会人野球選手、野球部監督
- 栗原貴宏 - バスケットボール選手
- 佐藤光浩 - 陸上競技選手 (400m) 、日本代表
- 大竹秀典 - プロボクサー、第43代OPBF東洋太平洋スーパーバンタム級王者
- 熊久保信重 - D1ドライバー（2006、2012年チャンピオン）、エビスサーキット支配人

### 芸能
- 白鳥久美子 - お笑い芸人（たんぽぽ）
- 桂幸丸 - 落語家
- ホームランなみち - タレント
- 津吹みゆ - 演歌歌手
- 菅波栄純 - ギタリスト、THE BACK HORN

### その他
- 小林日出夫 - 前泉崎村村長
- 山田深夜 - 小説家
- 渡辺忠昭 - 元東宝の特殊効果師